# Kabinett De Gasperi VI
Das Kabinett De Gasperi VI regierte Italien vom 27. Januar 1950 bis zum 25. Juli 1951. Davor regierte das Kabinett De Gasperi V, danach das Kabinett De Gasperi VII. Die Regierung von Ministerpräsident Alcide De Gasperi wurde von folgenden Parteien im Parlament getragen:
- Democrazia Cristiana (DC)
- Partito Repubblicano Italiano (PRI)
- Partito Socialista dei Lavoratori Italiani (PSLI)

Die Regierungskoalition endete Mitte 1951 wegen des Austritts der PSLI.

## Minister

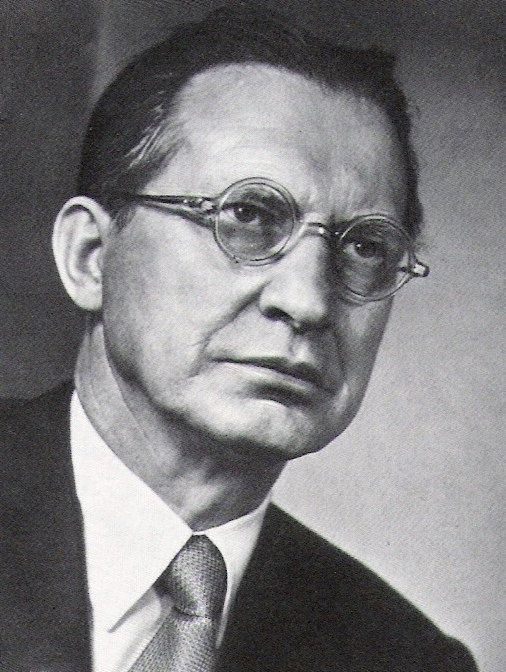
Alcide De Gasperi

| Ministerien           | Name                                                                      | Partei   |
| --------------------- | ------------------------------------------------------------------------- | -------- |
| Ministerpräsident     | Alcide De Gasperi                                                         | DC       |
| Äußeres               | Carlo Sforza                                                              | PRI      |
| Inneres               | Mario Scelba                                                              | DC       |
| Justiz                | Attilio Piccioni                                                          | DC       |
| Verteidigung          | Randolfo Pacciardi                                                        | PRI      |
| Finanzen              | Ezio Vanoni                                                               | DC       |
| Schatz                | Giuseppe Pella                                                            | DC       |
| Haushalt              | Giuseppe Pella                                                            | DC       |
| Landwirtschaft        | Antonio Segni                                                             | DC       |
| Öffentliche Arbeiten  | Salvatore Aldisio                                                         | DC       |
| Verkehr               | Ludovico D’Aragona (bis 5. April 1951) Pietro Campilli (ab 5. April 1951) | PSLI DC  |
| Industrie             | Giuseppe Togni                                                            | DC       |
| Außenhandel           | Ivan Matteo Lombardo (bis 5. April 1951) Ugo La Malfa (ab 5. April 1951)  | PSLI PRI |
| Post                  | Giuseppe Spataro                                                          | DC       |
| Arbeit und Soziales   | Achille Marazza                                                           | DC       |
| Bildung               | Guido Gonella                                                             | DC       |
| Handelsmarine         | Alberto Simonini (bis 5. April 1951) Raffaele Petrilli (ab 5. April 1951) | PSLI DC  |
| Italienisches Afrika  | Alcide De Gasperi                                                         | DC       |
| Ohne Geschäftsbereich | Pietro Campilli                                                           | DC       |
| Ohne Geschäftsbereich | Ugo La Malfa                                                              | PRI      |
| Ohne Geschäftsbereich | Raffaele Petrilli                                                         | DC       |